# Albrekt von Lantingshausen
Albrekt von Lantingshausen, född 30 juni 1751 i Stockholm, död 10 februari 1820 i samma stad, var en svensk friherre, senare greve, militär, politiker och konstidkare.

## Biografi
Albrekt von Lantingshausen var ende son till friherre Jakob Albrekt von Lantingshausen och hans hustru grevinnan Anna Sofia von Fersen. von Lantingshausen gick 1768 in på den militära banan som fänrik vid Svea livgarde och utnämndes redan 1772 till kapten i armén. 1777 blev han korpral vid livdrabantkåren, 1784 generaladjutant av flygeln och överstelöjtnant i armén samt deltog i Gustav III:s ryska krig som överste i armén.
Han var nära släkt med oppositionens ledare, greve Fersen, och delande hans politiska tänkesätt. År 1789 begärde han avsked ur armén, omedelbart efter Gustav III:s bekanta strafftal till adeln. Avsked beviljades med uttryck av kungens välbehag för hans "nit och redliga förhållande i rikets tjänst". Han blev också en av dem som i de arresterades ställe insattes i sekreta utskottet, där han, enligt anteckningar av en dess ledamöter (Adolf Ludvig Hamilton) "i det att han förde ärans språk, uppenbarade sitt hjärtas doldaste tankar". Han var även medlem i hemliga utskottet vid riksdagen i Gävle 1792.
Franska revolutionens överdrifter visade sig sedermera tillräckliga för att hos honom, liksom flera andra av 1789 års patrioter, dämpa frihetsentusiasmen och vid 1800 års riksdag återfanns han bland hovpartiets främste i kampen mot den unga vänstern. Vid Karl XIII:s kröning erhöll han grevlig värdighet.
Han blev 1806 förste stallmästare hos hertiginnan av Södermanland, men gick 1808 åter i aktiv militärtjänst, utnämndes till generalmajor och brigadchef för Upplands lantvärn, och fick order att samma år med en arméfördelning göra en landstigning i Finland. Då företaget, till följd av truppernas dåliga utrustning, misslyckades, men Gustaf Adolf tycktes vilja kasta skulden på överbefälhavaren, nedlade von Lantingshausen sitt kommando och begärde avsked från alla sina militära tjänster. Efter statskuppen 1809 utnämndes han till överstallmästare hos drottningen och förordnades 1815 till överhovjägmästare. 1788–99 var han fullmäktig i Järnkontoret.
I alla riksmöten 1778–1818 deltog von Lantingshausen med livligt intresse och framstår i riksdagshandlingar som en insiktsfull, självständig och duglig riksdagsman. Han var för övrigt en man med stor humanistisk bildning och konstsinne, och sysselsatte sig ända in i ålderdomen med konststudier och landskapsteckning, varför han invaldes till hedersledamot av Konstakademien. Såsom lärjunge till Jacob Gillberg etsade han på 1700-talet landskap, som inte saknar förtjänst. Han är även bekant genom en anonymt utgiven prosaisk översättning av Edward Youngs "Nätter", tryckt i flera upplagor.
von Lantingshausen gifte sig 1777 med grevinnan Jeanna von Stockenström, dotter till riksrådet greve Erik von Stockenström. Hon hade varit verksam för att efter 1789 års förmå den högre societetens damer att hålla sig borta från hovet och ådrog sig därför Gustav III:s synnerliga ovilja.